# Custódia
Custódia este un oraș în Pernambuco (PE), Brazilia.